# Hangbrücke Dittenbrunn
Die Hangbrücke Dittenbrunn ist eine 396 m lange Eisenbahn-Hangbrücke der Schnellfahrstrecke Hannover–Würzburg. Sie liegt nördlich des unterfränkischen Marktes Obersinn. Das Bauwerk verläuft parallel zu einem in westlicher Richtung abfallenden Prallhang der Sinn und kreuzt dabei einen Waldweg spitzwinklig.

## Verlauf

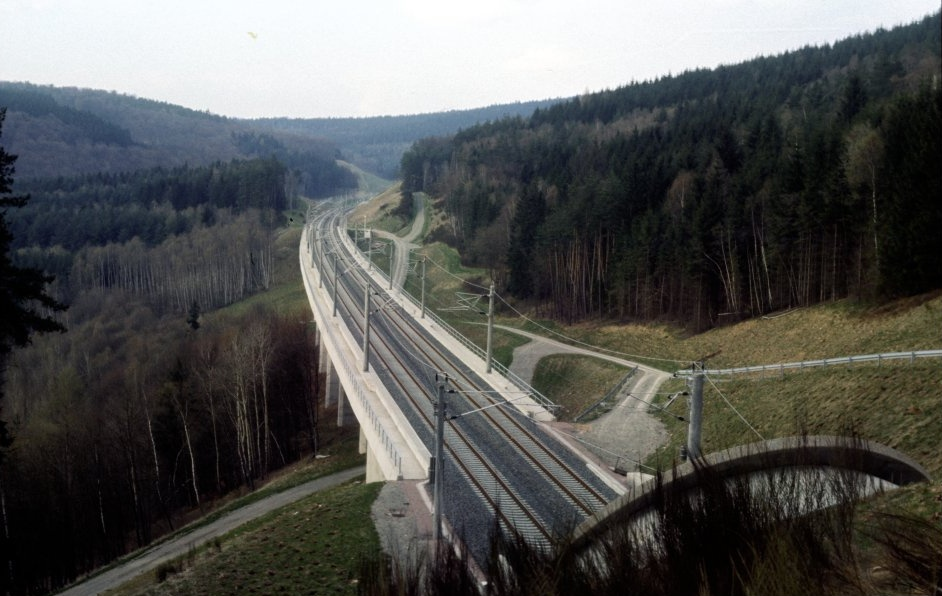
Blick vom Dittenbrunntunnel auf die Brücke

Die Trasse verläuft im Großteil der Brücke in einer Kurve von 7.000 m Radius. Zum südlichen Widerlager hin geht diese auf einen Radius von 6.000 m über. Die Gradiente fällt in südlicher Richtung dabei mit 12,0 Promille ab.
Die acht Brückenpfeiler stehen in einem Abstand von 44 m, die Schienenoberkante liegt bis zu 24 m über dem Talgrund.
Südlich der Brücke schließt sich der Dittenbrunntunnel an.

## Geschichte

### Planung
In der Planungs- und Bauphase wurde die Brücke auch als Objekt 14 bezeichnet und lag zwischen den Baukilometern 255,18280 und 255,58120. Das Bauwerk wurde im September 1981 vergeben. Die geplante Länge lag dabei bei 398 m.

### Bau
Der Bauauftrag wurde am 20. Oktober 1981 erteilt. Die Fertigstellung war dabei bis Ende 1983 geplant. Dabei sollten zunächst neun Einfeldträger mit einer Länge von 42,00 m errichtet werden. Als Gesamtlänge zwischen den Auflagachsen der Widerlager waren 394,00 m vorgesehen. Die Bauarbeiten begannen am 16. November 1981. Das vertraglich vereinbarte Bauende war am 14. Februar 1984. Die geplanten Baukosten lagen bei etwa 14 Millionen D-Mark. Mit der Realisierung beauftragt waren die Unternehmen Polensky & Zöllner und Baugesellschaft mbH & Co (Frankfurt am Main).

## Überbau
Der Überbau weist eine Bauhöhe von 4,00 m auf. Aufgrund der niedrigen Höhe konnte der Überbau als eine Kette von geschlossenen Einfeldträgern realisiert werden.

## Unterbau
Die Pfeiler erhielten einen Anlauf und abgeschrägte Kanten. Sie sind im Vergleich zu anderen Brücken der Strecke vergleichsweise dick. Da aufgrund der Hanglange ohnehin kein freier Durchblick möglich ist, sei dies nicht weiter störend.
Mit Ausnahme des nördlichen Widerlagers ist das Bauwerk durchgehend auf Großbohrpfählen gegründet.